# Vicariat apostolique d'Inírida
Le vicariat apostolique d'Inírida (en latin : Vicariatus Apostolicus Iniridanus ; en espagnol : Vicariato apostólico de Inírida) est un vicariat apostolique de l'Église catholique en Colombie directement soumis au Saint-Siège.

## Territoire

Il comprend le département de Guainía ce qui correspond à un territoire d'une superficie de 86 000 km2 divisé en 5 paroisses.
Le siège épiscopal est dans la ville d'Inírida où se trouve la cathédrale Notre-Dame-du-Mont-Carmel.

## Historique
Le vicariat apostolique d'Inírida est érigé le 30 novembre 1996 par la constitution apostolique Studiosam sane curam du pape Jean-Paul II en prenant une partie du territoire du vicariat apostolique de Mitú et de la préfecture apostolique de Vichada.

## Évêques
- Antonio Bayter Abud, M.X.Y (30 novembre 1996 - 3 décembre 2013)
- Joselito Carreño Quiñonez, M.X.Y, depuis le 3 décembre 2013